# Хагибис (тайфун)
Тайфун «Хагибис» (англ. Typhoon Hagibis) — чрезвычайно сильный и крупный тропический циклон, вызвавший широкомасштабные разрушения в Японии. Тридцать восьмая депрессия, девятый тайфун и третий супертайфун сезона тихоокеанских тайфунов 2019 года, это был самый сильный тайфун, обрушившийся на большие острова Японии за последние десятилетия, и один из крупнейших тайфунов, когда-либо зарегистрированных, с максимальной силой ветра в диаметре 825 морские мили (950 миль; 1529 км). Тайфун Хагибис назван метеорологами Японии самым мощным за последние 60 лет и сравнивается с тайфуном Ида.
Из-за тайфуна произошел разлив Тама, крупнейшей реки Токио. Более миллиона жителей Японии были вынуждены покинуть свои дома, более 230 003 человек было эвакуировано.
12 октября из-за тайфуна были отменены матчи на Чемпионате мира по регби в Японии — в матчах Новая Зеландия — Италия и Англия — Франция были объявлены ничейные результаты. 13 октября из-за тайфуна был отменён матч между Намибией и Канадой.